# Włościbórz (województwo zachodniopomorskie)
Włościbórz – osada w Polsce położona w województwie zachodniopomorskim, w powiecie kołobrzeskim, w gminie Dygowo.
1 stycznia 2011 r. osada miała 279 mieszkańców.

## Historia
Włościbórz (niem. Lustebuhr) to miejscowość średniowieczna, wzmiankowana po raz pierwszy w 1381 r. Dawne lenno rodu von Rahmel, w którego posiadaniu było do 1738 r., kiedy sprzedane zostało radcy sprawiedliwości Heinrichowi von Broich. Później majątek był w posiadaniu rodzin von Eichmann, von Moritz, von Natzmer. Od 1820 r. do końca XIX w. należał do rodziny von Kameke, a od 1905 r. do rotmistrza Hugona Witte von Helden. W 1939 r. jako właściciel wymieniany był dr Joachim von Rumker.

## Zabytki
Na terenie miejscowości znajduje się zespół pałacowo-parkowy z pałacem z  połowy XIX w. i parkiem naturalistycznym o powierzchni 10,83 ha, który jest zabytkowy.
- Park włościborski z drugiej poł. XIX, (nr rej.: A-1383 z 2.12.1976)[4] wraz z otaczającymi lasami, sadem rosnącym na południowo-wschodnich stokach morenowych oraz polami stanowi istotny współkomponent krajobrazu. Park nie posiada założeń osiowych, jedynie niektóre odcinki dróg obsadzono strzelistymi ścianami świerków, tworzą krótkie perspektywy widokowe. Znajduje się w nim m.in. polana parkowa otoczona zielenią średniowysoką i wysoką oraz staw obramiony skupiskami drzew i krzewów. Park otrzymał swój funkcyjny status w II poł. XIX w., kiedy pewną część obszarów leśnych zagospodarowano ciągami spacerowymi, a naturalne ukształtowanie terenu w południowej i zachodniej części wykorzystano do urządzenia stawów. Jeden z nich o pow. całkowitej 3 ha posiada wysepkę. Park porastają m.in.: jedlice, świerki ajańskie i sitkajskie, jodły białe, żywotnik zachodni, dąb szypułkowy, kasztanowce, buki, graby, modrzewie, świerki, daglezje, wejmutki, dęby i lipy. Szacuje się, że w parku rośnie ok. 8 000 drzew. Wiek drzewostanu szacuje się od 100 do 150 lat (stan zachowania dobry). Wykonana w 1968 r. dokumentacja projektowo-kosztorysowa na urządzenie terenów zielonych przewidywała odtworzenie wszystkich ciągów spacerowych, zabiegi sanitarne w drzewostanie istniejącym, budową ogrodu skalnego, urządzeń małego sportu, strzelnicy małokalibrowej, plaży itp. Park miał być oświetlony i wyposażony w elementy małej architektury. Stawy i cieki wodne miały być oczyszczone i zarybione. W 1969 r. przeprowadzono trzebież drzewostanu. W 1971 r. w wyniku rozpoczętych i niezakończonych prac melioracyjnych odcięto dopływ wody do stawów co spowodowało ich wyschnięcie. Powstała struktura bagienna.

inne
- Dwór wzniesiony został w stylu neogotyckim. Składa się z dwóch połączonych szczytowo części. Wszystkie jego części są podpiwniczone. Rezydencja pałacowa miała charakter pałacu myśliwskiego[5], czasowo użytkowanego przez magnacką rodzinę, stale zamieszkującą w Berlinie. Obecnie w pałacu mieści się Dom Pomocy Społecznej. W 1969 r. wzniesiono 3 kondygnacjowe skrzydło południowe, które stanowi część mieszkalną. Obecnie Dom Rencisty składa się z adaptowanego starego pałacu i nowo dobudowanego skrzydła południowego. Dom zamieszkuje ok. 100 pensjonariuszy, którym m.in. ma służyć park. Przy budynku rośnie miłorząb japoński rodzaju męskiego (Ginkgo biloba) i ponad 100-letnia daglezja.

W pobliżu wsi Włościbórz znajdują się również stanowiska archeologiczne, tj. 3 osady i kurhan z okresu średniowiecza: 
- osada wczesnośredniowieczna - leżąca 0,3 km na zachód od skraju zabudowań wsi Włościbórz, w rozwidleniu dróg prowadzących ze wsi w kierunku rzeki Parsęty i drogi z Pobłocia do Bard.
- osada wczesnośredniowieczna - leżąca w odległości 1 km na pn.-wsch. od zabudowań wsi w sąsiedztwie samotnej mogiły.
- osada wczesnośredniowieczna - leżąca na zach. od wsi, na terenie obecnych zabudowań gospodarczych leśnictwa we Włościborzu.
- kurhan z VII- poł. IX w. o wysokości 5 m leżący przy drodze leśnej w odległości 1 km od zabudowań wsi Włościbórz.

Badania przeprowadzone na tych stanowiskach dostarczyły materiałów ceramicznych, które określają chronologię obiektów.